# مرزا آباد
مِرّزَا آبّاد (انگلیسی: Mirza Abad) یا میرزا آباد دهکده‌ای در شورای اتحادیه دولت‌پور (نزدیک پندی سیدپور ) در پیند دادان خان تحصیل ، منطقه جلهوم ، پاکستان است. 